# Miguel Cabello Balboa
Miguel Cabello Balboa (Archidona, 1535 circa – Camata, 1608 circa) è stato un religioso e scrittore spagnolo.

## Biografia
Le notizie sui suoi primi anni in Spagna sono quasi inesistenti. Le uniche note che possediamo sono desunte dai suoi stessi scritti, sparsi nelle sue numerose opere. Nacque intorno al 1535 in Archidona, provincia di Malaga, probabilmente da una famiglia distinta perché sappiamo che era parente del famoso conquistador Vasco Núñez de Balboa.
Ancora giovanissimo si dedicò al mestiere delle armi e militò nell'esercito spagnolo combattendo, nelle Fiandre, agli ordini di Filiberto di Savoia e del conte di Egmont nella battaglia di Gravelinas del 1558.
Nel 1560 era di ritorno a Malaga dove intraprese gli studi religiosi, culminati con l'ordinazione a sacerdote. Nel 1566 passò nelle Indie e si recò a Quito nel 1571 per esercitarvi il ministero. Partecipò ad una spedizione sulle coste dell'Ecuador per convincere una comunità di ex schiavi neri a cessare dal loro proposito di costituire una sorta di regno indipendente.
Successivamente viaggiò per il Perù soggiornando prevalentemente a Quito e a Lima per poi stabilirsi, in qualità di parroco a San Juan Bautista, in provincia di Ica.
Soggiornò per un breve periodo a La Plata e compì un'altra avventurosa missione tra gli indigeni selvaggi, con lo scopo di convertirli alla fede cristiana. Infine, ormai avanti negli anni, si trasferì a Camata, un importante villaggio e sito archeologico in provincia di Moquegua dove restò per il resto della sua vita. Si presume che vi sia morto intorno al 1608.

## Produzione letteraria
La maggior parte delle opere scritte da Cabello Balboa sono andate perdute. Alcune erano di genere teatrale e ne conosciamo soltanto il titolo. Restano comunque due sue importanti composizioni: una consiste in una relazione del viaggio nel cosiddetto paese degli smeraldi, che è stata, di recente, oggetto di pubblicazione; l'altra, di più vasto respiro, è nota come "Miscélanea antartica" e, nelle intenzioni dell'autore, doveva spiegare l'origine degli indigeni del continente sudamericano e ricostruirne la storia. Composta di tre parti, è rimasta a giacere per secoli in due diverse biblioteche conservata in manoscritti, finché l'erudito editore francese Ternaux Compans ne ha pubblicato la terza parte nelle sue raccolte di viaggi ed esplorazioni. Nella seconda metà del novecento, l'opera è stata finalmente pubblicata per intero.
La parte già data alle stampe nell'edizione francese è senz'altro la più interessante perché ricostruisce la storia degli Inca dalla loro origine fino all'arrivo degli Spagnoli. Cabello Balboa, nei primi anni del suo soggiorno nelle Americhe aveva avuto modo di conoscere lo studioso francescano Juan de Orozco che lo aveva iniziato alla storia andina e gli aveva fatto conoscere alcune opere di grande interesse sull'argomento. Una di queste era la storia degli inca di Cristóbal de Molina conosciuta anche da Sarmiento de Gamboa e che è andata perduta. Il riferimento a questo fondamentale studio del Padre cuzqueño spiega in effetti le molte analogie che si riscontrano tra gli scritti di Cabello Balboa e quelli di Sarmiento.
Il sacerdote di Malaga non si limitò a ricostruire la storia degli Inca, ma cercò anche di raccogliere le leggende tramandate dalle altre etnie andine. La sua permanenza a Quito gli permise di ricostruire una sorta di cantare epico che tramandava l'arrivo nelle coste dell'Ecuador di un popolo venuto dal Nord per via marittima. Si tratta della leggenda di Naymlap. Sempre seguendo le tradizioni di Quito, Cabello di Balboa ricostruì in modo dettagliato la lotta tra Huáscar ed Atahuallpa, dando, ovviamente, maggior risalto al campione del Nord, tanto che la sua storia è stata definita la versione quiteña della guerra civile.
In ogni caso la "Miscélanea antartica" costituisce uno dei testi più importanti sulla storia del Perù precolombiano in generale e di quella degli Inca in particolare.

## Opere
- Verdadera descripción y relación de la provincia y tierra de las Esmeraldas
  - in Edición de Jijón y Caamaño, Quito 1945.
  - in Tierra nueva y cielo nuevo, Madrid 2001
- Miscélanea antartica y orígen de los indios y de los incas del Perú
  - in Ternaux Compans Voyages, relations et memoires originaux pour servir á histoire de la découverte del´ Amerique Tomo XV, Paris 1837-1841 (solo la terza parte)
  - in Colección de Libros y documentos referentes a la historia del Perú, Tomo II, Lima 1919 (solo la terza parte).
  - in Edición de Jijón y Caamaño, Quito 1945 (solo la prima parte)
  - in Universidad de San Marcos Lima 1951 (opera completa).
- La Comedia del Cusco (opera teatrale) - perduta
- La Entrada a los Moxos (relazione) - perduta
- El Militar Elogio (in versi) - perduta
- La Vacquirana  (opera teatrale) - perduta
- La Volcánica (in versi) - perduta